# Corbula yokoyamai
Corbula yokoyamai is een tweekleppigensoort uit de familie van de Corbulidae. De wetenschappelijke naam van de soort is voor het eerst geldig gepubliceerd in 1949 door Habe.